# Заки, Мухаммад Ахмед
Мухаммад Ахмед Заки (محمد أحمد زكي); 29 января 1956, Египет) — египетский военный и государственный деятель. В прошлом — министр обороны и военной промышленности Египта, главнокомандующий Вооружённых сил Египта (2018—2024). Генерал-полковник.

## Биография
Профессиональный военный. Выпускник Высшего военного пехотного училища. Прошёл подготовку в парашютно- десантных войсках. 1 апреля 1977 года окончил Египетскую военную академию Генерального штаба.
Участвовал в Войне в Персидском заливе.
С 2008 по 2012 год служил командующим парашютно-десантными войсками египетской армии. Затем, командовал элитной Республиканской гвардией Египта, охраняющей президента.
14 июня 2018 года назначен министром обороны и военной промышленности Египта в правительстве под руководством премьер-министра Мустафы Мадбули, сменил на посту Седки Собхи. По некоторым данным был назначен на министерский пост в качестве награды за арест бывшего президента Египта Мохамеда Мурси во время государственного переворота 2013 года. 3 июля 2024 года его сменил на этом посту генерал-лейтенант Абдель Магид Сакр.

## Награды
- Египетская военная «Медаль 30 июня» в ознаменование протестов в Египте 2013 г.
- Египетская военная «Медаль 25 января» в ознаменование революции в Египте 2011 г.
- Медаль за военную подготовку Египта I степени.
- Египетская медаль за военную службу.
- Медаль за выслугу лет и отличную службу.

## Личная жизнь
Женат и имеет троих сыновей.